# Fuente (arquitectura)

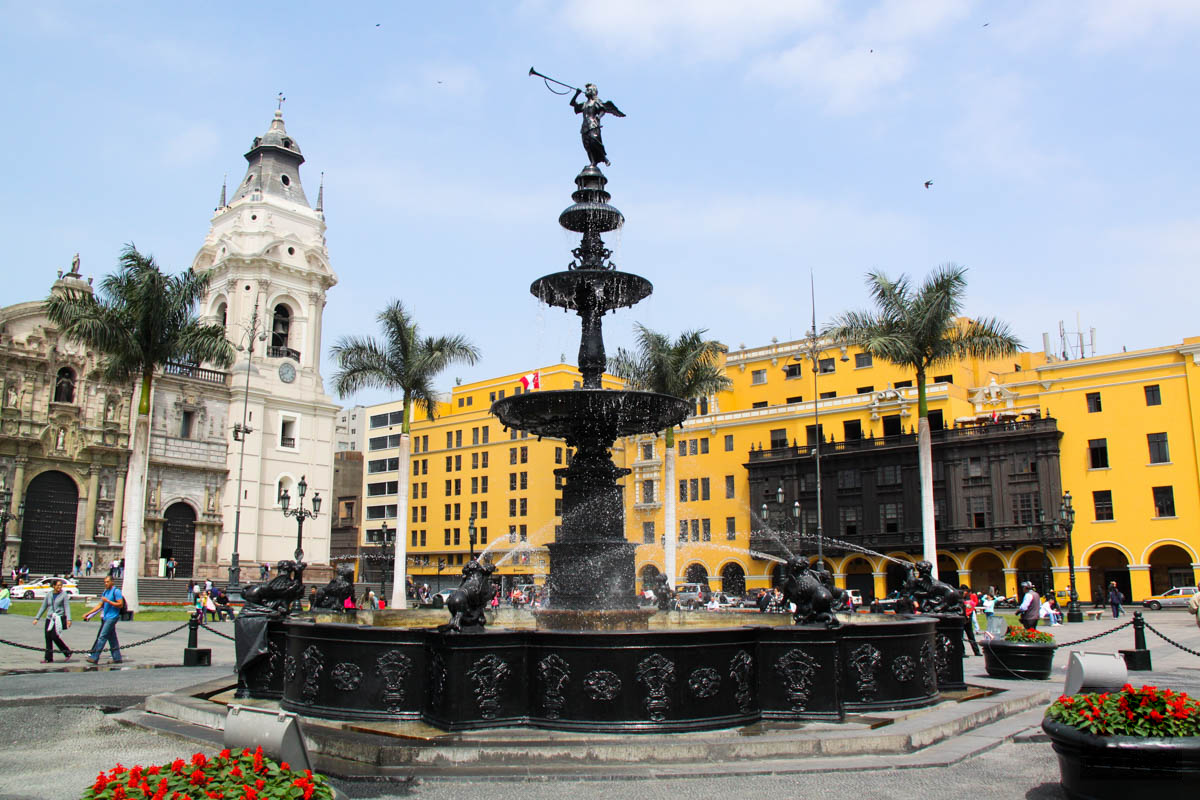
Fuente de la Plaza Mayor de Lima.

Una fuente, como elemento arquitectónico de un espacio urbano o doméstico, es un ingenio hidráulico compuesto por caños, grifos o surtidores de agua, y uno o varios pilones, pilas o estanques. Puede tener uso utilitario, ambiental o decorativo. Son habituales en patios, jardines, plazas, o en lugares singulares de la ciudad, embelleciéndolos y resaltando su importancia.

## Historia

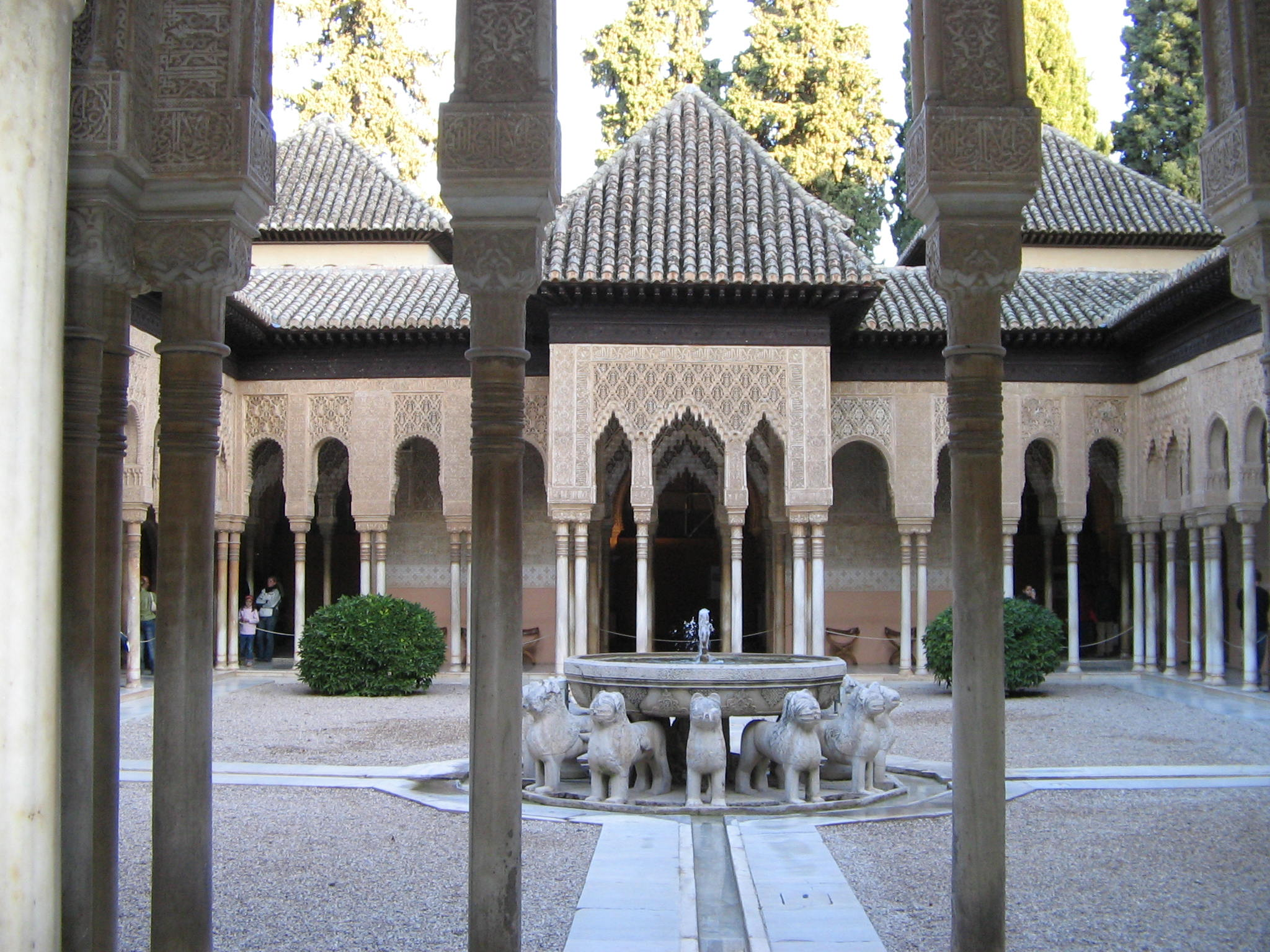
La fuente del palacio de la Alhambra, en Granada (España).

La fuente proviene originalmente del uso del pilón (caída de agua). En sus inicios, las fuentes se hallaban en las plazas o lugares céntricos de los pueblos para abastecer de agua a los habitantes y calmar la sed de sus animales. Solían ser lugares de encuentro que propiciaban las relaciones sociales de la comunidad.
La primera referencia a una de ellas se halla en una crátera italiota de mediados del siglo IV a. C. en que puede observarse a una mujer junto a un pilón de una fuente, con forma de plato cóncavo sostenido por una columna acanalada con doble basamento circular. Otra de las primeras fuentes se registra tallada en piedra en Tello (Babilonia) 300 años a. C.
En la Edad Media, la cultura islámica elaboró bellos ejemplos del fuentes en edificios privados y zonas públicas, tales como palacios, patios, jardines, plazas y mezquitas, combinando la utilidad con la belleza, sirviendo estas también para aclimatar los citados espacios.
En Europa, los artistas y arquitectos renacentistas mostraron su ingenio y destreza en hermosos diseños de fuentes, tanto públicas como de uso privado, culminando en los abigarados conjuntos escultóricos de las fuentes barrocas.
Con el avance de la tecnología, las fuentes incluyeron circuitos cerrados de agua, la cual es impulsada mediante bombas de presión; también se idearon efectos de iluminación que hace aún más vistoso el aspecto del agua por la noche.

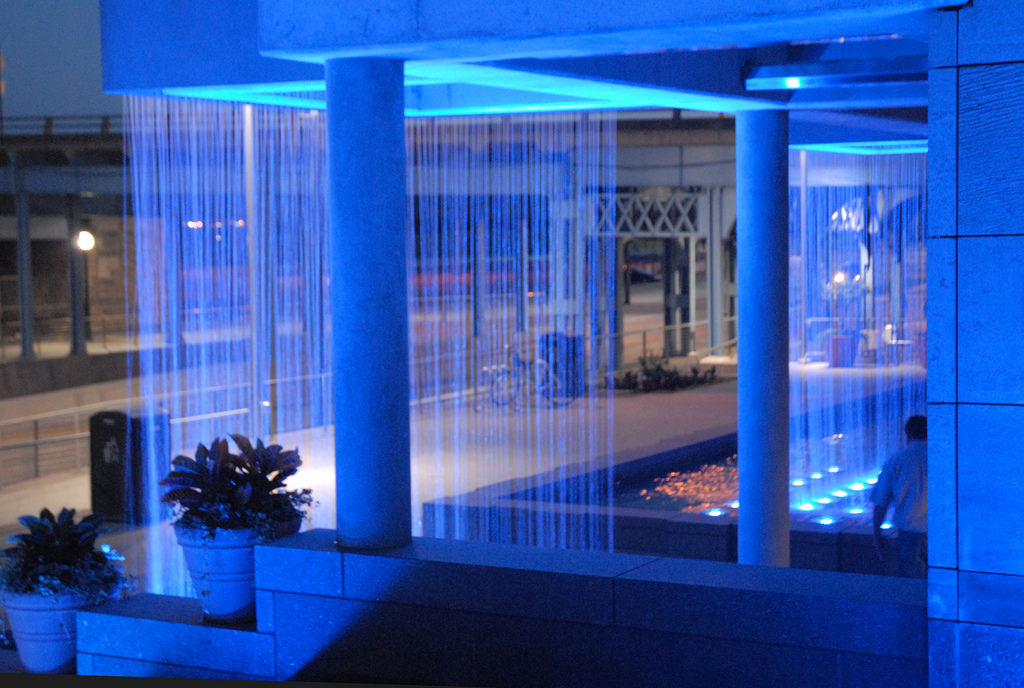
Pantalla de agua de exterior

Una modalidad moderna de fuente son las pantallas de agua, que ofrecen una superficie de proyección en lugares donde no se pueden instalar pantallas tradicionales, Estas pantallas de agua se usan como soporte de proyección de distintos medios como «vídeo de alta potencia», láser y otros, sólo se puede usar para eventos en exterior en sistema flotante o en un embalse existente o montado por empresas especializadas, formada de millones de gotas de agua, la pantalla de agua ofrece un espectáculo único sin estructura aparente. Un ejemplo de ello es el lago artificial de la Concordia, junto al Estadio Olímpico Ignacio Zaragoza en Puebla, México.

## Diseño

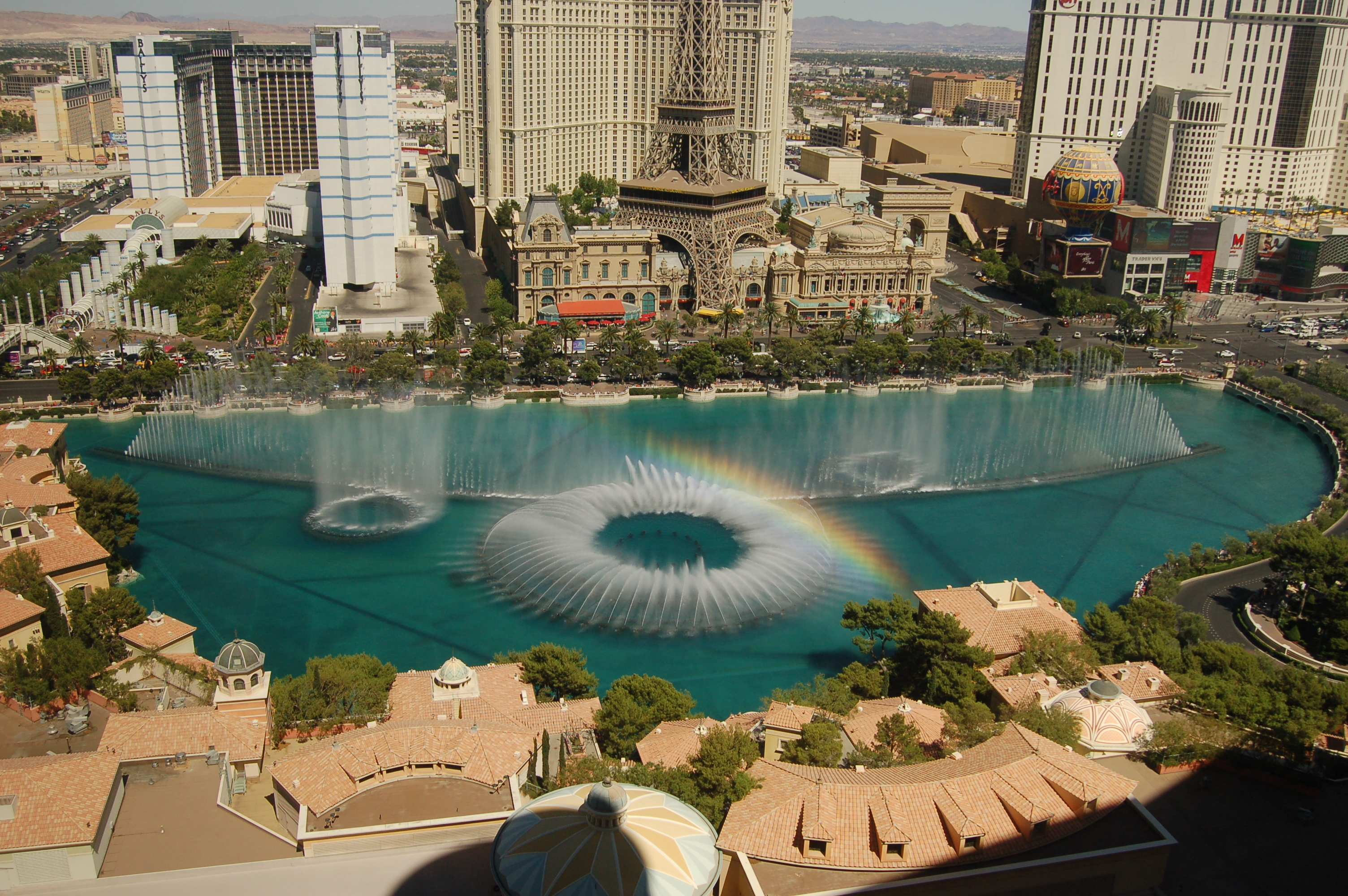
Diseño de fuentes en Bellagio, Las Vegas.

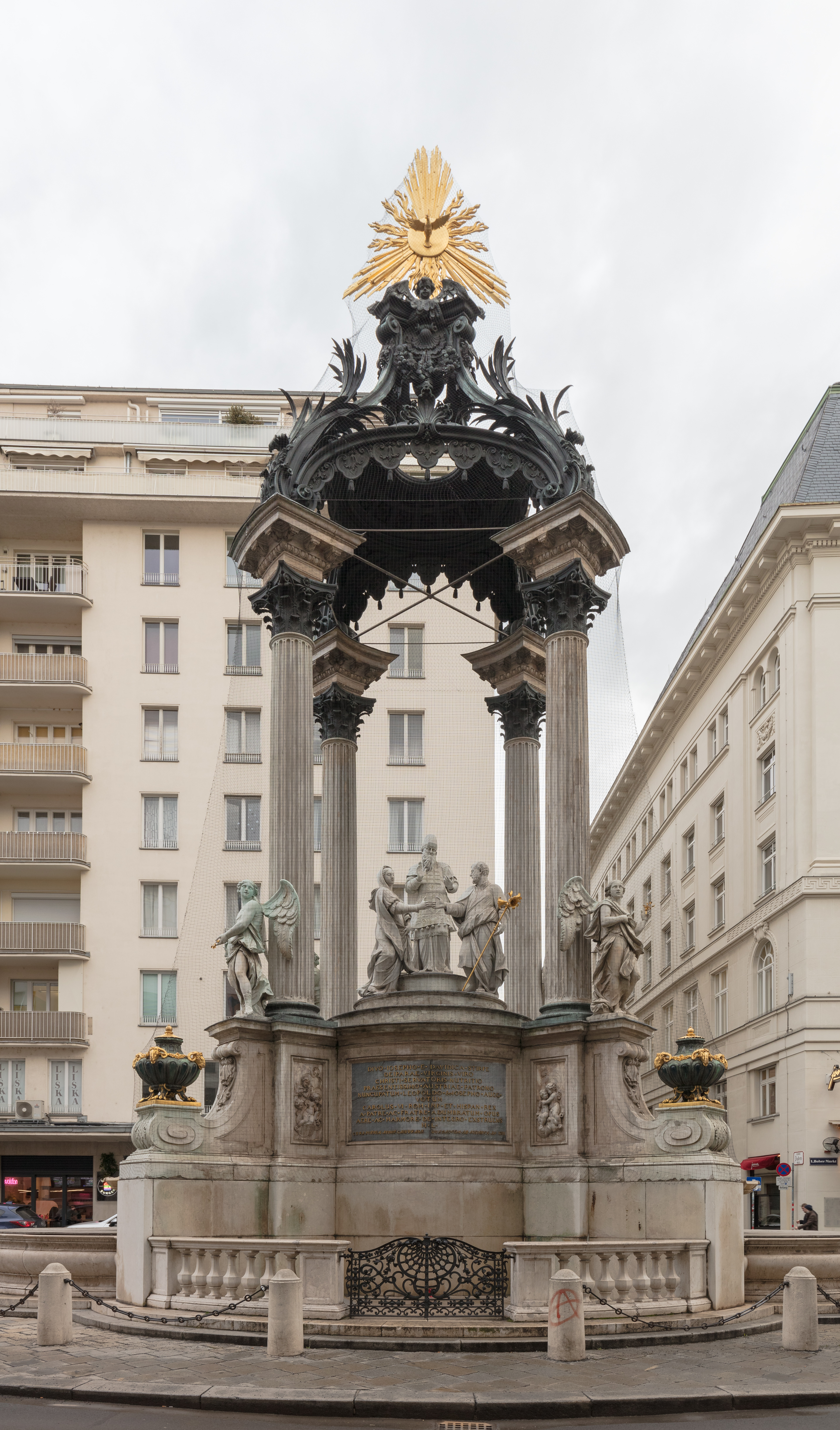
Fuente de la boda, Viena, Austria.

En las fuentes modernas, la presión gravitacional tradicional desde un reservorio no visible en un nivel superior, no siempre es práctico. En muchas circunstancias, las fuentes obtienen el agua de un sistema cerrado, de recirculación que debe rellenarse al comienzo desde un sistema local de suministro de agua y también parado a lo largo de su vida por los efectos de la evaporación. También se debe controlar el sobre-flujo debido a lluvia fuerte.
La presión que hace que el agua se mueva a través de la fuente puede ser producida por una bomba (generalmente eléctrica sumergible). Generalmente se utiliza un panel solar flexible (12 voltios) para ahorrar energía y tenerla funcionando todo el día.
Un filtro, elimina las partículas del agua. Las bombas, filtros, caja eléctrica y controles de fontanería se alojan generalmente en un cuarto, en las fuentes públicas.
La iluminación de bajo voltaje, utiliza corriente continua de 12 voltios para minimizar los accidentes eléctricos. La iluminación es generalmente sumergible y debe ser diseñada específicamente.

## Restauración de fuentes
Se ha observado que sobre algunas fuentes recientemente restauradas crece una fina capa de color verde formada por algas de pequeñas dimensiones. En la restauración de estas fuentes se utiliza una mezcla de resinas sintéticas y polvo de mármol natural que presenta una alta tolerancia al desgaste físico, así como una gran resistencia a las reacciones químicas. Sin embargo, los experimentos llevados a cabo han revelado que estos nuevos materiales utilizados son mucho más propensos a desarrollar algas que los materiales originales de las fuentes.[cita requerida]